# Saint-Léon-de-Standon
Pour les articles homonymes, voir Saint-Léon.
Saint-Léon-de-Standon est une municipalité de paroisse dans la municipalité régionale de comté de Bellechasse, située dans la région administrative de Chaudière-Appalaches, au Québec, au Canada.

## Toponymie
Elle est nommée en l'honneur du Pape Léon le Grand et de l'abbé Louis-François-Léon Rousseau.

## Histoire
Au début du XIXe siècle, deux frères, Gilbert et William Henderson, s'installèrent dans l'est du canton de Frampton, qui deviendra, en 1863, la concession Maryville.
De 1823 à 1871, Saint-Léon-de-Standon faisait partie de Saint-Malachie. La municipalité distincte fut fondée en 1872, un an après la création de la paroisse du même nom.

## Géographie
La rivière des Fleurs, qui coule vers le sud-ouest, délimite la partie sud-est de la municipalité et conflue avec la rivière Etchemin dans le sud.
À partir de son crénon dans l'ouest de la municipalité, la rivière Viveine, affluent de la rivière Etchemin, coule vers le sud-est.

## Démographie
| 1861 | 1871 | 1881  | 1891  | 1901  | 1911  |
| ---- | ---- | ----- | ----- | ----- | ----- |
| 429  | 604  | 1 329 | 1 602 | 1 674 | 1 530 |

| 1921  | 1931  | 1941  | 1951  | 1956  | 1961  |
| ----- | ----- | ----- | ----- | ----- | ----- |
| 1 618 | 1 794 | 1 848 | 2 095 | 2 111 | 2 005 |

| 1966  | 1971  | 1976  | 1981  | 1986  | 1991  |
| ----- | ----- | ----- | ----- | ----- | ----- |
| 1 813 | 1 557 | 1 469 | 1 424 | 1 362 | 1 273 |

| 1996  | 2001  | 2006  | 2011  | 2016  | 2021  |
| ----- | ----- | ----- | ----- | ----- | ----- |
| 1 237 | 1 268 | 1 237 | 1 128 | 1 127 | 1 042 |

## Administration
Le conseil municipal de Saint-Léon-de-Standon est composé d'un maire et de six conseillers qui sont élus en bloc à tous les quatre ans sans division territoriale.
| Saint-Léon-de-Standon Maires depuis 2001                                                                             |               |         |          |
| Élection | Maire         | Qualité | Résultat |
| 2001 | Diane Dumas   |         | Voir     |
| 2005 | Bernard Morin |         | Voir     |
| 2009 | Bernard Morin | Voir    |          |
| 2013 | Bernard Morin | Voir    |          |
| 2017 | Bernard Morin | Voir    |          |
| 2021 | Bernard Morin | Voir    |          |
| Élection partielle en italique Depuis 2005, les élections sont simultanées dans toutes les municipalités québécoises |               |         |          |

## Personnalités

### Architectes
Jean-Marie Roy (1925-2011) est un architecte né à Saint-Léon-de-Standon, il a entre autres participé à la réalisation du Pavillon de l'éducation physique et des sports de l'Université Laval ainsi que le Campus intercommunautaire Saint-Augustin.

### Politiciens et fonctionnaires
Joseph-Philibert Giguère (1885-1947) a vécu à Saint-Léon-de-Standon. Il fut député à l'Assemblée nationale pour le Parti libéral du Québec de 1931 à 1935 dans Dorchester. Il fut également maire de la municipalité de 1931 à 1935.
Onésime Gagnon (1888-1961) est né à Saint-Léon-de-Standon. Il fut député fédéral du Parti conservateur du Canada dans Dorchester de 1930 à 1935, il fut également député à l'Assemblée législative pour l'Union nationale de 1936 à 1958 dans Matane, il occupa les fonctions de ministre dans le cabinet de Maurice Duplessis de 1944 à 1958. Il fut finalement nommé lieutenant-gouverneur du Québec de 1958 jusqu'à son décès en 1961.
Florian Guay (1941-) est né à Saint-Léon-de-Standon. Il fut député à l'Assembée nationale pour le Ralliement créditiste du Québec de 1970 à 1973 dans Dorchester. Il fut également maire de la municipalité de 1975 jusqu'en 1979.
Linda Goupil (1961-) est née à Saint-Léon-de-Standon. Elle fut députée à l'Assemblée Nationale pour le Parti québécois dans Lévis de 1998 à 2003.Elle fut ministre de la Justice de 1998 à 2001 et ministre de la Famille et de l'Enfance de 2001 à 2003.